# Міллер (округ, Джорджія)
Шаблон:StateAbbr_ 31°10′ пн. ш. 84°44′ зх. д. / 31.16° пн. ш. 84.73° зх. д.
Округ Міллер (англ. Miller County) — округ (графство) у штаті Джорджія, США. Ідентифікатор округу 13201.

## Історія
Округ утворений 1856 року.

## Демографія
За даними перепису
2000 року
загальне населення округу становило 6383 осіб, усе сільське.
Серед мешканців округу чоловіків було 3008, а жінок — 3375. В окрузі було 2487 домогосподарств, 1766 родин, які мешкали в 2770 будинках.
Середній розмір родини становив 3,03.
Віковий розподіл населення поданий у таблиці:
| Стать    | До 15 років | 15-21 | 22-29 | 30-39 | 40-49 | 50-65 | 65-85 | Понад 85 |
| -------- | ----------- | ----- | ----- | ----- | ----- | ----- | ----- | -------- |
| Чоловіки | 703         | 297   | 262   | 401   | 421   | 499   | 392   | 33       |
| Жінки    | 663         | 287   | 276   | 463   | 446   | 573   | 537   | 130      |

## Суміжні округи
- Бейкер — північний схід
- Декатур — південний схід
- Семінол — південний захід
- Ерлі — північний захід

## Виноски
1. ↑  U.S. Decennial Census. United States Census Bureau. Архів оригіналу за 12 травня 2015. Процитовано 24 червня 2014.
2. ↑  Historical Census Browser. University of Virginia Library. Архів оригіналу за 1 вересня 2019. Процитовано 24 червня 2014.
3. ↑  Population of Counties by Decennial Census: 1900 to 1990. United States Census Bureau. Архів оригіналу за 2 лютого 2019. Процитовано 24 червня 2014.
4. ↑  Census 2000 PHC-T-4. Ranking Tables for Counties: 1990 and 2000 (PDF). United States Census Bureau. Архів оригіналу (PDF) за 6 вересня 2019. Процитовано 24 червня 2014.
5. ↑  State & County QuickFacts. United States Census Bureau. Архів оригіналу за 7 червня 2011. Процитовано 24 червня 2014.(англ.) Наведено за англійською вікіпедією.
6. ↑  American FactFinder. Бюро перепису населення США. Архів оригіналу за 26 лютого 2012. Процитовано 31 січня 2008.

| США | Це незавершена стаття з географії США. Ви можете допомогти проєкту, виправивши або дописавши її. |